# Přešťovice
Přešťovice falu és önkormányzat (obec) Csehország Dél-csehországi kerületének Strakonicei járásában. Területe 10,45 km², lakosainak száma 420 (2008. 12. 31). A falu Strakonicétől mintegy 7 km-re keletre, České Budějovicétől 50 km-re északnyugatra, és Prágától 95 km-re délre fekszik.
A település első írásos említése 1379-ből származik.

## Az önkormányzathoz tartozó települések
- Přešťovice
- Brusy
- Kbelnice

## Nevezetességek
- Kápolna

## Népesség
A település népessége az elmúlt években az alábbi módon változott:
| Lakosok száma | 875  | 942  | 850  | 618  | 539  | 413  | 432  | 451  | 484  | 492  |
|               | 1869 | 1890 | 1921 | 1950 | 1980 | 2001 | 2017 | 2019 | 2022 | 2024 |